# یواس‌اس ابیلن (پی‌اف-۵۸)
یواس‌اس ابیلن (پی‌اف-۵۸) (به انگلیسی: USS Abilene (PF-58)) یک کشتی بود که طول آن ۳۰۳ فوت ۱۱ اینچ (۹۲٫۶۳ متر) بود. این کشتی در سال ۱۹۴۳ ساخته شد.